# De Witt Clinton Giddings

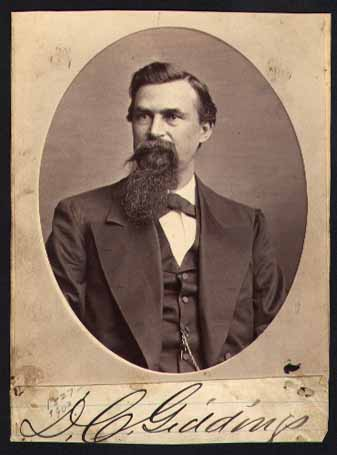
De Witt Clinton Giddings

De Witt Clinton Giddings (* 18. Juli 1827 im Susquehanna County, Pennsylvania; † 19. August 1903 in Brenham, Texas) war ein US-amerikanischer Politiker. Zwischen 1872 und 1879 vertrat er zwei Mal den Bundesstaat Texas im US-Repräsentantenhaus.

## Werdegang
De Witt Giddings genoss eine akademische Schulausbildung. Nach einem anschließenden Jurastudium und seiner 1852 erfolgten Zulassung als Rechtsanwalt begann er in Brenham in diesem Beruf zu arbeiten. Während des Bürgerkrieges diente er im Heer der Konföderation, in dem er es bis zum Oberstleutnant brachte. Politisch war Giddings Mitglied der Demokratischen Partei. Im Jahr 1866 war er Delegierter auf einer Versammlung zur Überarbeitung der Staatsverfassung von Texas.
Bei den Kongresswahlen des Jahres 1870 unterlag Giddings dem Republikaner William Thomas Clark. Er legte aber gegen den Ausgang der Wahl erfolgreich Widerspruch ein und konnte am 13. Mai 1872 sein Mandat im Kongress antreten. Nach einer Wiederwahl verblieb er dort bis zum 3. März 1875. Im Jahr 1876 wurde er im fünften Wahlbezirk von Texas erneut in das US-Repräsentantenhaus gewählt, wo er zwischen dem 4. März 1877 und dem 3. März 1879 als Nachfolger von John Hancock eine weitere Legislaturperiode verbringen konnte.
Nach dem Ende seiner Zeit im US-Repräsentantenhaus wurde De Witt Giddings auch im Bankgewerbe in Brenham tätig. In den Jahren 1884, 1888, und 1892 war er Delegierter zu den jeweiligen Democratic National Conventions, auf denen jeweils Grover Cleveland als Präsidentschaftskandidat nominiert wurde. Er starb am 19. August 1903 in Brenham.